# Lieven Colardyn
Livinus Robertus (Lieven) Colardyn (Kortrijk, 25 augustus 1894 – aldaar, 22 september 1962) was een Belgisch beeldhouwer, kunstschilder en dichter. Hij wordt ook vermeld als Lieven Robrecht Colardyn.

## Leven en werk
Lieven Colardyn was een zoon van meubelmaker Jacobus Adolphus Colardyn en Irma Maria Vergote, en een oudere broer van de schilder Firmin Colardyn (1896-1977). Als 13-jarige werkte hij enige tijd op het beeldhouwatelier voor christelijk-religieus werk van Victor Sileghem, daarna op dat van Jozef Lelan. Hij werd opgeleid aan de Koninklijke Academie voor Schone Kunsten van Kortrijk, als leerling van Constant Devreese en Victor Acke. In 1914 behaalde hij de zilveren academiemedaille. Hij werkte na zijn opleiding als houtbeeldhouwer voor een aantal lokale meubelmakerijen. In 1919 trouwde hij met Zulma Putman, die handelde in bont, kant en gordijnen. Een jaar later keerde hij terug naar school, hij studeerde drie jaar lang aan de de Antwerpse Academie, waar hij een leerling was van Edward Deckers. Deze opleiding sloot hij met een vergulde academiemedaille af, voor het boetseren naar levend model. In Antwerpen maakte Colardyn kennis met de literatuur. Hij ging zelf gedichten schrijven, die onder meer werden gepubliceerd in Zonneweelde een orgaan van de oud-leerlingen van het Koninklijk Atheneum.
Zowel als beeldhouwer als schilder maakte Colardyn onder meer figuren, naakten en portretten. Hij experimenteerde korte tijd met het kubisme, maar richtte zich liever op religieuze en sociaal bewogen thema’s. Zijn beeldhouwwerken, vaak religieuze onderwerpen, werden ambachtelijk en streng gestileerd uitgevoerd. Rond 1930 liet Colardyn de villa Zonnenkracht in Tiegem bouwen. Samen met zijn broer en Hilaire Vanbiervliet schilderde hij landschappen in de omgeving, tussen de Schelde- en de Leievallei. In 1932 richtte hij met deze twee heren de West-Vlaamse Kunstkring op. 
Colardyn overleed op 68-jarige leeftijd.

## Enkele werken
- 1937 Overweging, collectie Kortrijks museum.
- 1960 Ellende, betonnen ligbeeld dat Colardyn instuurde voor een openluchttentoonstelling Vlaamse Skulptuur in Harelbeke. Het werd in 1962 aangekocht door de stad Kortrijk.
- voor 1962 Ontwaken. Werd in 1962 aangekocht door de stad Kortrijk. Het beeld werd in 2022 geplaatst bij de Sint-Antonius Abtkerk in Rollegem.[6]
- Christuskop, collectie museum van Harelbeke.

- Biografisch Portaal: 35625109